# 圣卡特琳娜
圣卡特琳娜（法語：Sainte-Catherine）是魁北克蒙特利尔西南的一个小镇，属于大蒙特利尔范围之内，在圣劳伦斯河畔，其中93.19%的居民是以法语为母语的，以英语为母语的和以其他语言为母语的人各占约3%。这个镇靠近印第安人保护地。盛产枫树糖浆。